# Volley Melendugno
Il Volley Melendugno è una società pallavolistica femminile italiana con sede a Melendugno: milita nel campionato di Serie A2.

## Storia
Nel 2014 nasce la sezione pallavolo della Goleador Melendugno. Partendo dalla seconda divisione raggiunge in pochi anni i campionati regionali ottenendo al termine della stagione 2015-16 la promozione in prima divisione , nella stagione 2017-18 l'accesso alla Serie D, seguito da quello in Serie C l’anno successivo.
Dopo l'interruzione della stagione 2019-20 per la pandemia di COVID-19 nell'annata successiva il club, che da allora assume la denominazione di Volley Melendugno, viene ammesso in Serie B2: alla prima partecipazione ottiene la promozione in Serie B1 superando il San Salvatore Telesino nella finale dei play-off promozione del girone M.
Nella stagione 2021-22 sfiora la promozione in Serie A2 fermandosi in finale contro Perugia. Raggiunge però l’obiettivo nella stagione seguente superando l'Altino in finale.

## Rosa 2024-2025
| N° | Nome              | Ruolo | Data di nascita  | Nazionalità sportiva |
| -- | ----------------- | ----- | ---------------- | -------------------- |
| 3  | Gaia Badalamenti  | S     | 11 giugno 2002   | Italia               |
| 5  | Valeria Caracuta  | P     | 14 dicembre 1987 | Italia               |
| 6  | Federica Ferrario | L     | 31 maggio 2001   | Italia               |
| 7  | Viola Passaro     | P     | 30 novembre 2004 | Italia               |
| 8  | Chiara Biesso     | C     | 8 aprile 2002    | Italia               |
| 9  | Jessica Joly      | S     | 6 gennaio 2000   | Italia               |
| 10 | Erica Andrich     | O     | 10 febbraio 1998 | Italia               |
| 11 | Monica Fioretti   | C     | 28 marzo 1999    | Italia               |
| 12 | Aurora D'Onofrio  | L     | 14 marzo 2006    | Italia               |
| 14 | Alice Tanase      | S     | 25 maggio 2000   | Italia               |
| 15 | Ilaria Maruotti   | S     | 22 febbraio 1994 | Italia               |
| 16 | Giorgia Prato     | P     | 20 aprile 2007   | Italia               |
| 18 | Polina Malik      | O     | 18 novembre 1998 | Israele              |
| 23 | Chiara Riparbelli | C     | 26 aprile 1996   | Italia               |